# Такего (Вірджинія)
Такего (англ. Tuckahoe) — переписна місцевість (CDP) в США, в окрузі Генрайко штату Вірджинія. Населення — 48 051 особа (2020).

## Географія
Такего розташоване за координатами 37°35′14″ пн. ш. 77°35′17″ зх. д. / 37.58722° пн. ш. 77.58806° зх. д. (37.587280, -77.588153).  За даними Бюро перепису населення США в 2010 році переписна місцевість мала площу 56,45 км², з яких 53,02 км² — суходіл та 3,43 км² — водойми.

## Демографія
Згідно з переписом 2010 року, у переписній місцевості мешкало 44 990 осіб у 18 496 домогосподарствах у складі 12 064 родин. Густота населення становила 797 осіб/км².  Було 19679 помешкань (349/км²).
Расовий склад населення:
| - 81,9 % — білих - 9,7 % — чорних або афроамериканців - 4,1 % — азіатів - 0,2 % — корінних американців - 2,2 % — осіб інших рас |

До двох чи більше рас належало 1,9 %. Частка іспаномовних становила 5,9 % від усіх жителів.
За віковим діапазоном населення розподілялося таким чином: 23,6 % — особи молодші 18 років, 59,2 % — особи у віці 18—64 років, 17,2 % — особи у віці 65 років та старші. Медіана віку мешканця становила 41,0 року. На 100 осіб жіночої статі у переписній місцевості припадало 87,9 чоловіків;  на 100 жінок у віці від 18 років та старших — 84,2 чоловіків також старших 18 років.
Середній дохід на одне домашнє господарство  становив 104 084 долари США (медіана — 67 292), а середній дохід на одну сім'ю — 129 275 доларів (медіана — 89 542). Медіана доходів становила 54 127 доларів для чоловіків та 46 287 доларів для жінок. За межею бідності перебувало 10,3 % осіб, у тому числі 14,3 % дітей у віці до 18 років та 7,9 % осіб у віці 65 років та старших.
Цивільне працевлаштоване населення становило 23 816 осіб. Основні галузі зайнятості: освіта, охорона здоров'я та соціальна допомога — 23,3 %, фінанси, страхування та нерухомість — 13,7 %, науковці, спеціалісти, менеджери — 12,8 %, роздрібна торгівля — 12,0 %.